# Austin Mardon
Austin Albert Mardon (nacido el 25 de junio de 1962) es un autor, y líder comunitario quién participa en voluntariado comunitario y es defensor de los discapacitados. Es profesor en el Centro John Dossetor Salud Ethics de la Universidad de Alberta. En la mitad de los 80, él encontró y aun todavía dirige, la Institución de Antártica de Canadá, la cual es una entidad sin fines de lucro con sede en Edmonton, Aberta. Él está actualmente casado con una abogada y activista Catherine Mardon, y ambos han escrito libros juntos.

## Historia familiar
Su abuelo paterno, Austin Mardon, estudió en la Universidad de Cambridge para luego convertirse en profesor de historia. Junto a su esposa, Marie, el abuelo de Mardon adquirió el castillo Ardross en Escocia, el cual estuvo en la familia hasta el año 1983.

## Primeros años
Mardon Nació en Edmonton, Alberta en el año 1962, y sus padres fueron May y Ernest George Mardon. El Dr. Mardon creció en Lethbridge y reside actualmente en Edmonton hoy en día.
Desde niño, Dr. Mardon era un niño efermizo. Él estuvo varios inviernos con su madre y su hermana en Hawái. En la escuela él fue considerado un "geek", además él se había ganado un premio en una feria de ciencias en su escuela. Dr. Mardon fue víctima del bullying en la secundaria, y en el bachillerato. De hecho, la molestia continuó en la Universidad pero menos. Además, el daño estaba ya hecho. En sus últimos años de adolescencia, él vivió por un tiempo en Escocia, y atendió la Universidad de Grenoble, y fue aceptado como un adolescente y jugó algo de rugby. La experiencia le permitió desarrollar, y crecer su sabiduría del mundo y de las formas de la vida, e intercambiar ideas con otros estudiantes internacionales.
Desde que Austin venía de una familia de académicos, el Dr. Mardon trabajó muy duro para vivir de acuerdo con el legado de su familia del honor académico en el mundo. Mientras Austin estaba en la universidad, él fallaba todas las materias excepto geografía. Tomándolo como una señal, él decidió seguir con sus estudios basado exclusivamente en geografía. Uno de sus profesores lo describió así "tiene dificultades al principio, pero luego encuentra su camino." También él sirvió en las reservas primarias Canadienses, tomando su entrenamiento básico en la base de las fuerzas armadas Canadienses en Dundurn, Saskatchewan.

## Educación
El Dr. Mardon recibió su Licenciatura en Geografía en la Universidad de Lethbridge en 1985. Continuó sus estudios para completar un M. Sc. en Geografía en la Universidad Estatal de Dakota del Sur  en 1988. En los próximo dos años, también completó su segunda Maestría en Educación en la Texas A&M University en 1990. Luego completó un doctorado (Ph. D.) en Geografía, a través de aprendizaje a distancia con la Universidad de Greenwich en Australia en año el 2000.

## Carrera
Mientras Dr. Mardon hacía el trabajo de posgrado en la Universidad Estatal de Dakota del Sur en el año 1986, el Dr. Mardon fue invitado a ser miembro de la expedición de meteorito Antártica 1986-87 para la NASA y la Fundación Nacional de Ciencias. Fueron 170 millas de la estación del polo sur cuando su equipo encontró cientos de meteoritos. Durante su estadía él sufrió una exposición ambiental que le dañó sus pulmones y le dio una tos permanente para el resto de su vida. Él recibió la medalla por su trabajo del Congreso de Antártica por su esfuerzo, riesgo, y empeño.
A su regreso a Alberta, dio conferencias sobre la Antártica en la Universidad de Calgary y en la Universidad de Lethbridge. Él consiguió una entrevista para ser miembro del Ártico canadiense/soviético que atravesaba desde el norte de Siberia hasta la isla de Ellesmere en el Ártico Canadiense, pero no pudo entrar en esa expedición.
Formó parte de la fracasada expedición de recuperación de meteoritos en el Ártico canadiense cerca de Resolute en los territorios del noroeste, y escribió un artículo sobre sus conversaciones con los lugareños y lo que los Inuit (grupo de indígenas de Canadá)  pensaban de los meteoritos. También se suponía que se uniría a una expedición Antártica & Argentina a finales de los años 80, pero un incendio en la base Antártica Argentina hizo que su membresía fuera cancelada.
Una de sus contribuciones más significativas a la ciencia astronómica fue una serie de artículos que escribió en la crónica anglosajona. "The Chronicle" es un comentario en marcha sobre diferentes eventos en Inglaterra durante la época medieval. Con la ayuda de su padre, un erudito medieval, el Dr. Mardon encontró once eventos de cometas mencionados en la crónica que no se mencionan en ninguna otra parte de la literatura astronómica, así como dos lluvias de meteoros grabadas en la crónica.
En el 1991, el Dr. Mardon fue invitado a unirse a una expedición al Polo Sur patrocinada por la Sociedad Geográfica de la URSS. Viajó a Moscú y se reunió con algunos oficiales de la expedición, recibiendo una extraña bienvenida con poca información y adaptaciones extrañas. Pronto se enteró de que estaba bajo sospecha por las autoridades y fue arrestado primero por el GRU, luego por la KGB. El Dr. Mardon fue interrogado, mantenido durante un tiempo, y luego forzado a caminar por las calles de Moscú con una escolta que podría haber sido un espía o guardia, así como una guía. El Dr. Mardon finalmente aseguró su pasaje de regreso a Canadá después de una experiencia desagradable en Moscú, y finalmente recibió una carta oficial de disculpa de Moscú.
En el año 1992, el Dr. Mardon fue diagnosticado con esquizofrenia. Después de su diagnóstico, el Dr. Mardon comenzó a trabajar como activista para las personas con enfermedades mentales. El Dr. Mardon ha escrito varios libros sobre el tema de la enfermedad mental, y ha sido otorgado varios honores y premios por su trabajo como defensor de la salud mental. En 2011, la Asociación Médica Canadiense (CMA) otorgó a la Dra. Mardon la medalla de honor CMA en reconocimiento de contribuciones personales al avance de la investigación médica y la educación. E0n lo que respecta a la concesión de la medalla al Dr. Mardon, el Presidente de CMA, Jeff Turnbull dijo, "el Dr. Mardon ha trabajado incansablemente para ayudar a los canadienses a entender mejor los problemas en torno a la enfermedad mental. Con valentía hablando abiertamente sobre sus propias experiencias, él está realmente haciendo una gran diferencia en eliminar el estigma de enfermedad mental de las sombras en este país." Dr. Mardon ha recibido el honor más prestigioso en el 2006, cuando le entregaron el premio de Orden de Canadá. 
Desde febrero del 2019, Dr. Austin Mardon ha estado sirviéndole al Senado de la Universidad de Lethbridge.

## Premios y honores
Mardon fue elegido a la Sociedad Real de Canadá como Miembro Electo en 2014. También fue otorgado honores en Universidad de Lethbridge en 2014 y en la Universidad de Alberta